# 興津町 (静岡県)
興津町（おきつまち）は、かつて静岡県庵原郡にあった町である。現在の静岡市清水区興津地区にあたる。

## 沿革
- 1889年（明治22年）4月1日 - 町村制施行に伴い庵原郡興津宿、中宿、清見寺村、洞村、薩埵村、谷津村、横山村、八木間村、承元寺村が合併し、興津町が発足。
- 1914年（大正3年）- 興津町役場落成。
- 1957年（昭和32年）10月25日 - 第12回国民体育大会開催に合わせて昭和天皇、香淳皇后が町内に行幸啓。宿泊所となった水口屋付近の海上から奉迎の花火が打ち上げられた[1]。
- 1961年（昭和36年）6月29日 - 清水市に編入され消滅。

## 交通
国鉄
東海道本線
興津駅